# Boca Juniors de Cali (1937)
El Boca Juniors de Cali fue un club de fútbol colombiano de la ciudad de Santiago de Cali (Valle del Cauca) que existió entre 1937 y 1957. Fue uno de los grandes en la época de El Dorado colombiano, cuando era rival clásico con equipos como Millonarios y sus rivales de patio América y Deportivo Cali. Fue campeón de la primera edición de la Copa Colombia.
En 2019 fue aceptado en el profesionalismo por la Dimayor el traslado del equipo Universitario de Popayán a la ciudad de Cali, con lo que se creó el Boca Juniors de Cali actual en honor al desaparecido.

## Historia

### Época dorada y Triunfos
El Boca Juniors Cali se fundó el sábado 25 de septiembre de 1937, en casa de Miguel Martínez, en la carrera 15 entre calles 5.ª y 6.ª, cerca al colegio de Santa Librada. El primer partido lo jugó el Boca en el municipio de Yumbo. Al año siguiente el Boca Juniors fue campeón departamental del Valle del Cauca, por primera vez, al superar al América por marcador de 5-0. El equipo era uno de los grandes equipos en la época del dorado, siempre rivalizó con Millonarios, con América su clásico rival desde el amateur y Deportivo Cali.
En la era profesional, el Boca Juniors apareció en el certamen del año 1949 (II torneo oficial en Colombia). Luego de 26 partidos oficiales ocupó la 8.ª casilla del tablero, superando a rivales como Once Deportivo (desaparecido), América, Atlético Bucaramanga, Huracán de Medellín (desaparecido), Deportivo Barranquilla (desaparecido) y Deportivo Pereira.
Al año siguiente ocuparía el 7.º puesto del tablero, igualado a 33 puntos, luego de 30 partidos, con Independiente Santa Fe. En sus suguientes intervenciones ocuparía los puestos de privilegio. Al concluir el año de 1951, Boca Juniors fue el segundo equipo de la ciudad de Cali que logró el título de subcampeón profesional (primero lo fue el Deportivo Cali en 1949) al sumar 49 puntos, luego de disputar 34 partidos. El campeón fue Millonarios. Aquel Boca Juniors anotó en el torneo un total de 110 goles, para un promedio de 3,23 anotaciones por juego. Angel ‘El Pibe’ Berni, a nombre del Boca, fue el artillero más efectivo, con 23 goles en total.
Esa gran campaña la refrendó el Boca Juniors en el año 1952, nuevamente subcampeón de Colombia con 40 puntos en 28 partidos. El título fue de nuevo para Millonarios, uno de los mejores equipos del continente en esa época, con 46 puntos. Y para no defraudar y mantener su prestigio, en el torneo de 1953 el Boca caleño alcanzó la 3.ª casilla del tablero de posiciones con 31 puntos en 22 partidos, superado por el campeón Millonarios y el subcampeón Atlético Quindío.
El Cuadro Boquense luego bajaría su rendimiento en el año 1954 ocupando el 6.º puesto, sin embargo logró una importante victoria ante el campeón Atlético Nacional en Medellín la tarde del 3 de octubre (8.ª fecha de la II Vuelta). Boca doblegó a los ‘Verdolagas’ por anotación de 4-3 siendo esta la única derrota del equipo paisa en aquel torneo.
En 1955 sería 5.º. Al año siguiente en 1956 regresaría a los puestos de privilegio ocupando el tercer puesto de torneo. Su última participación fue en 1957 cuando clasifica a los playoff terminando rezagado de la final.
En nueve años de plena actividad jugó un total de 239 partidos, de los cuales ganó 119, empató 51 y perdió 69. Su máximo artillero en ese lapso, el paraguayo Alejandrino Génes, además, fue campeón de la Copa Colombia en la edición 1950-51 y en la edición 1952-53 fue subcampeón detrás de Millonarios.

### Desaparición
El Boca Juniors de Cali desapareció del Fútbol Profesional Colombiano en 1957 debido a una crisis económica que hizo desaparecer a muchos equipos de la época. Por falta de hinchada, patrocinadores y títulos el club decidió no seguir participando en la Primera categoría del fútbol profesional colombiano. En 1973 quiso recuperar el profesionalismo reclamando la ficha que en años pasados había sido entregada al Deportivo Cali a lo que las directivas del cuadro azucarero se negaron.
Solo hasta 1994 el equipo Cortuluá quien había ganado el Torneo de Ascenso en 1993 fue el cuarto equipo en la Categoría Primera A en representar al Departamento del Valle del Cauca ya que antes estuvieron Deportivo Cali, América de Cali y Boca Juniors de Cali desde 1949 a 1955.

## Estadio
Boca Juniors jugó como local en el Estadio Olímpico Pascual Guerrero de la ciudad de Cali desde el inicio del profesionalismo en 1949. En su historia reciente, a nivel de divisiones inferiores contó con su propia sede llamada La Candela ubicada en el sur de la ciudad de Cali. 

## Jugadores

### Récords
| 1. | Alejandrino Genes  | 77 goles | 1. | Edgar Ramírez   | 166 partidos |
| 2. | Francisco Solano P | 68 goles | 2. | Pablo Centurión | 150 partidos |

## Datos del Club
- Puesto histórico: 25.º

- Temporadas en 1.ª: 9 (1949-1957)
- Mayores goleadas a favor:
  - 0-10 al Atlético Nacional el 15 de abril en el Campeonato colombiano de 1951[14][15][16]
- Mayores goleadas en contra:

## Palmarés

### Torneos nacionales (1)
| Competición Nacional      | Títulos | Subtítulos |
| ------------------------- | ------- | ---------- |
| Categoría Primera A (0/2) |         | 1951, 1952 |
| Copa Colombia (1/1)       | 1950-51 | 1952-53    |

### Torneos departamentales
- Campeonato Departamental Vallecaucano: 1938